# Xã Spring Creek, Quận Maries, Missouri
Xã Spring Creek (tiếng Anh: Spring Creek Township) là một xã thuộc quận Maries, tiểu bang Missouri, Hoa Kỳ. Năm 2010, dân số của xã này là 394 người.